# 杜夫角

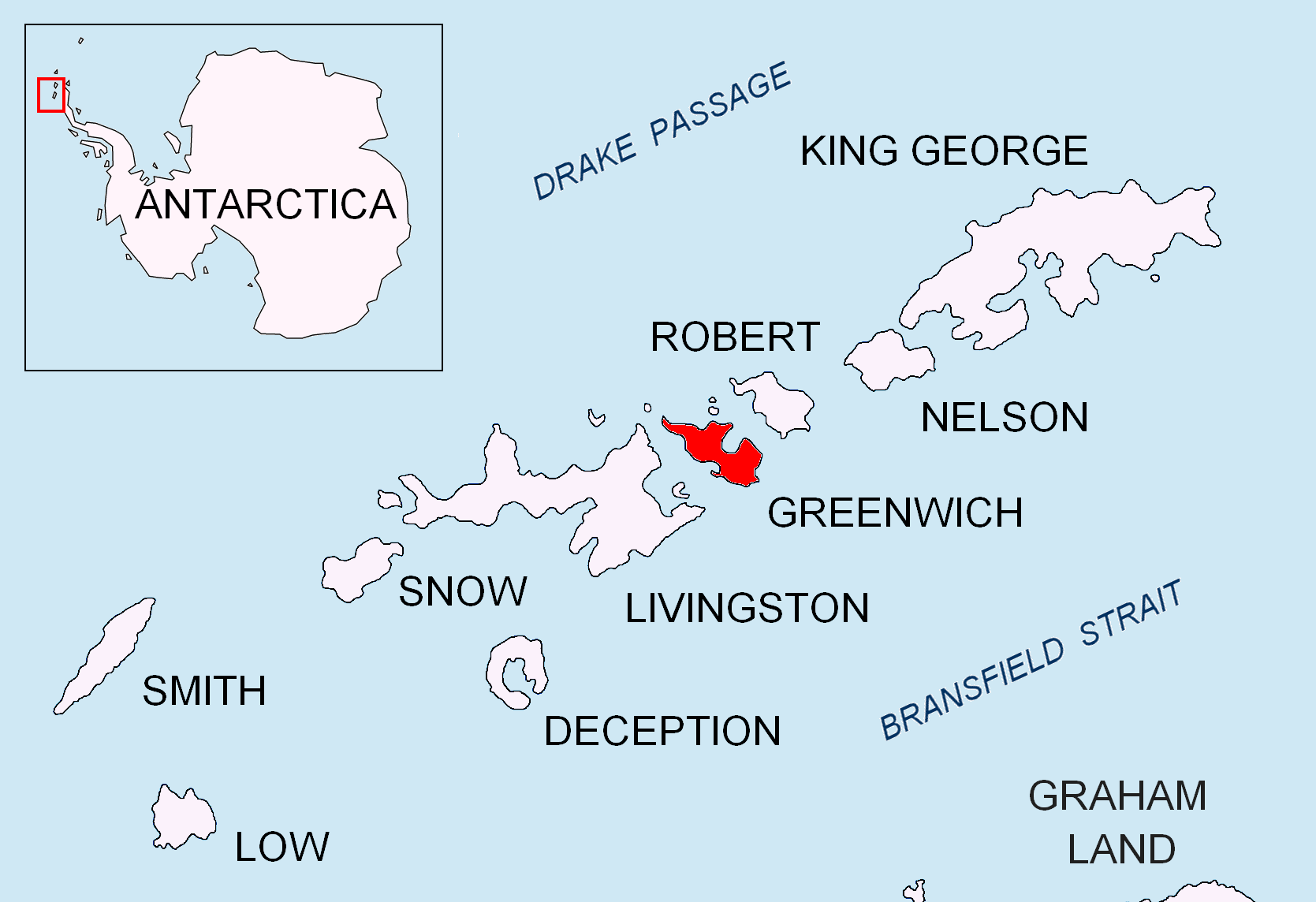

杜夫角（英語：Duff Point）是南極洲的海岬，位於格林尼治島的西端，屬於南設得蘭群島的一部分，處於威廉斯角以東5.54公里、斯帕克角以西15.63公里和伊諾特角以北8.54公里。

## 外部連結
- SCAR Composite Antarctic Gazetteer（页面存档备份，存于）.

62°27′S 60°2′W / 62.450°S 60.033°W